# Rifski jezici
Rifski jezici (riff jezici), malena skupina sjevernoberberskih jezika iz Maroka kojima govori oko 1.500.000 ljudi. Obuhvaća danas možda izumrli senhaja de srair [sjs] i tarifit [rif] ili rifski jezik kojim govore pripadnici Rifskih Berbera, naroda koji sebe naziva Ruafa (jedn. Rifi).
Klasificiraju se široj zenatskoj skupini.

## Vanjske poveznice
- Ethnologue (14th)
- Ethnologue (15th)